# David Sáez
David Andrés Salazar Sáez (Santiago de Chile, 26 de noviembre de 1993) es un bailarín y coreógrafo de danza espectáculo chileno, reconocido por ser parte del staff del programa de televisión “Rojo, el Color del Talento” de Televisión Nacional de Chile (2018-2019) y en “Bailando Por un Sueño”, de  Canal 13  (2020), donde fue pareja de baile de Valentina Roth y Karen Bejarano.

## Trayectoria
David Sáez estudió Danza y Coreografía de la Universidad de Artes, Ciencias y Comunicación, UNIACC (Santiago de Chile).
Se hizo conocido en el 2018 con la participación en el programa de televisión “Rojo, el Color del Talento” de Televisión Nacional de Chile (TVN), donde fue parte del staff de bailarines profesionales del espacio durante las cuatro temporadas realizadas.
Luego, en el 2020 participó como bailarín concursante en el programa de televisión “Bailando por un Sueño” del Canal 13, siendo pareja de Valentina Roth y Karen Bejarano. El espacio fue cancelado por la pandemia de COVID-19.
Posteriormente, se ha desempeñado como intérprete y coreógrafo, realizando montajes para redes sociales que causaron gran repercusión mediática, como "Violente", donde entregó su visión sobre la violencia de género. Además, ha realizado las coreografías de diversos videoclips de cantantes chilenas, como Carolina Soto y Piamaría Silva.

## Televisión
| Año       | Programa                   | Papel                            | Canal                            |
| 2018-2019 | Rojo, el Color del Talento | Bailarín Profesional             | Televisión Nacional de Chile TVN |
| 2020      | Bailando por un Sueño      | Bailarín Profesional Concursante | Canal 13                         |

- Datos: Q105396514